# 武洛 (大字)
武洛，是臺灣屏東縣里港鄉的一個傳統地域名稱，位於該鄉東南中部。相較於今日行政區，其範圍大致包括載興村南半部不含最南端、茄苳村不含最北端及西部凸出部分及最南端、鐵店村南部、春林村東南端。

## 歷史
台灣日治初期，武洛地區為一街庄，稱為「武洛庄」，隸屬於港西上里。該庄北隔二重溪與三張廍庄、中崙庄為界，東與埔羗崙庄為鄰，南邊為彭厝庄、後庄，西邊為阿里港街。
1901年（日治明治34年）11月，全台設置二十廳，該庄隸屬於阿緱廳。1909年（明治42年）10月，合併二十廳為十二廳，該庄仍隸屬於阿緱廳。1920年（大正9年），廢十二廳改設五州二廳，該庄改制為「武洛」大字，隸屬於高雄州屏東郡里港庄。1933年（昭和8年）12月，屏東街升格為州轄屏東市。
戰後里港庄改制為里港鄉，隸屬於高雄縣，大字亦改制為村。1950年10月，高、屏分治，里港鄉改隸屬於屏東縣。

## 聚落
本地區發展較早的聚落有下武洛、茄苳腳、福興、磚竹袋等，在日治期初期的官方地圖上已有記載。

## 交通
- 省道台3線
- 省道台22線

## 學校
- 載興國小

## 廟宇
- 里港茄苳尊王（茄苳公）